# 利哈喬夫工廠站
利哈喬夫工廠站（羅馬化：ZIL）是莫斯科地鐵莫斯科中央環線的一個車站，2016年9月啟用。此站稱為ZiL，是一家2012年已經停運的汽車生產商，車站即設於廠房過往所在地。
可以免費出站轉乘莫斯科河畔線的科技園站，但距離長達一公里。

## 外部連結
- mkzd.ru